# The Spectacular Spider-Man (serie animata)
The Spectacular Spider-Man è una serie animata statunitense dell'Uomo Ragno realizzata nel 2008 da Marvel Studios e Sony Pictures Entertainment. Sviluppata da Greg Weisman e Victor Cook, unisce le storie classiche di Stan Lee a quelle della serie Ultimate Spider-Man di Brian Michael Bendis. È costituita da due stagioni.
Negli Stati Uniti, la prima stagione è stata trasmessa a partire dall'8 marzo 2008 su Kids' WB!, mentre la seconda stagione è stata mandata in onda su Disney XD, terminando il 18 novembre 2009.  Nonostante una terza stagione fosse attesa, la serie è stata cancellata ufficialmente prima che la produzione potesse cominciare il 13 aprile 2010 a causa del passaggio dei diritti televisivi dalla Sony alla Marvel, venendo sostituita da Ultimate Spider-Man. In Italia la serie è stata trasmessa sulle seguenti reti: Nickelodeon, Rai Gulp, Rai 2, Super! e su Disney+. È stata trasmessa in chiaro su Rai 2 dal 14 settembre 2009.

## Trama
Le due stagioni sono entrambe ambientate durante un semestre dell'high school di Peter; la prima copre il periodo da settembre a novembre e la seconda da dicembre a marzo.

### Prima stagione
Peter Parker, diventato Spider-Man da pochi mesi, comincia il primo anno alla Midtown Manhattan Magnet High School. Per aiutare Zia May dopo la morte dello Zio Ben, Peter diventa un free-lance per il Daily Bugle facendo foto di Spider-Man. Insieme alla sua migliore amica Gwen, diventa inoltre assistente di laboratorio del Dottor Curt Connors all'Empire State University. Combattendo il crimine con i suoi superpoteri, Spider-Man cattura l'attenzione di Big Man, colui che gestisce la criminalità di New York. Con l'aiuto di Norman Osborn e del Dottor Otto Octavius, Big Man supervisiona un progetto volto alla creazione di super-criminali per distruggere Spider-Man. Fanno la loro comparsa anche il terribile Green Goblin, che però scompare dopo il primo scontro con Spider-Man, e Venom, che sconfigge definitivamente nel finale di stagione.

### Seconda stagione
Dopo la sconfitta e l'arresto dei Sinistri Sei, Peter si trova conteso da Gwen e Liz, che gli hanno dichiarato i loro sentimenti, scegliendo alla fine Gwen. Norman Osborn diventa il mentore del ragazzo, spingendo affinché torni a essere l'assistente del dottor Connors, mentre Spider-Man indaga sulle attività del Nuovo Boss del Crimine Master Planner, le cui azioni portano a una guerra tra bande criminali che coinvolge Big Man e la famiglia di Silvio "Silvermane" Manfredi. Torna in seguito il Green Goblin, intenzionato a sconfiggere Spider-Man con qualsiasi mezzo. Il Green Goblin si pensa essere Harry Osborn, che ha acquisito forza e intelligenza sovrumane facendo uso della "Globulina Verde". Ma alla fine viene smentita questa teoria dopo il ritorno del Green Goblin sulla scena. Infatti affronta Spider-Man per l'ultima volta tra i palazzi di New York, e dopo vari inganni il Green Goblin si rivela essere in realtà Norman Osborn, che muore apparentemente alla fine della serie.

## Personaggi

### Protagonisti
Peter Parker / Spider-Man
Il protagonista della serie, è un ragazzo che è stato morso da un ragno geneticamente modificato durante una gita all'Empire State University, acquisendo poteri sovrumani da ragno. Dopo aver lasciato scappare un rapinatore che in seguito uccise suo zio Ben, imparò che "da un grande potere derivano grandi responsabilità", una frase che ora lo spinge a combattere il crimine nei panni dell'esuberante supereroe Spider-Man. La serie si concentra sulle lotte del personaggio mentre conduce una doppia vita, con le sue amicizie spesso danneggiate dalla sua necessità di andarsene per affrontare il criminale di turno. Trova lavoro come fotografo al Daily Bugle in modo da poter sostenere sua zia May dai problemi finanziari. Nonostante questi problemi, il sedicenne Peter e zia May hanno un ottimo rapporto. I suoi migliori amici sono principalmente Gwen Stacy, Harry Osborn e gradualmente Mary Jane Watson. Peter è estremamente brillante ed è diventato uno studente modello alla Midtown High School. Tuttavia, la timidezza e l'interesse scolastico di Peter, specialmente per la scienza, spesso lo rendono un emarginato sociale ed è spesso vittima di bullismo e chiamato con nomi come "Pavido Parker" dai suoi coetanei superficiali e popolari. Sebbene i suoi poteri gli abbiano dato fiducia, spesso deve accettare le provocazioni per impedire a chiunque di sospettare del suo segreto. Doppiato da: Josh Keaton (inglese), Marco Vivio (italiano).
Gwen Stacy
È il principale interesse amoroso di Peter Parker nella serie. È anche la figlia del capitano della polizia George Stacy e una pari intellettuale di Peter Parker, al punto che entrambi vengono consigliati dal loro insegnante per fare tirocinio nel laboratorio del dottor Connors. Sebbene volitiva e gentile, nella seconda stagione si evolve in un personaggio più sicuro di sé e attraente, più somigliante e fedele alla sua controparte dei fumetti. È sempre favorevole a Peter e mostra anche una preoccupazione ben intenzionata per Harry Osborn. Sebbene sia la migliore amica di Peter, è segretamente innamorata di lui, e trova il coraggio di dichiararsi solo alla fine della prima stagione, ma a causa di alcune incomprensioni lui si fidanza con Liz e lei con Harry. Alla fine della seconda stagione, decidono di lasciare i rispettivi partner per stare insieme, ma mentre Peter lascia Liz, Gwen non trova il coraggio di lasciare Harry dopo che quest'ultimo perde apparentemente suo padre. Doppiata da: Lacey Chabert (inglese), Alessia Amendola (italiano).
Harry Osborn
È il migliore amico di Peter e il figlio di Norman Osborn. È innamorato di Gwen e nella seconda stagione si fidanza ufficialmente con lei. Pur essendo fedele alla sua controparte dei fumetti, vive costantemente all'ombra di suo padre e considera Peter un buon amico, anche se a volte si risente di lui per essersi guadagnato l'approvazione di Norman, cosa che Harry non è mai stato in grado di fare. Nella prima stagione, è ignorato e trascurato da suo padre e iperprotettivo nei confronti di sua madre e, proprio come Peter, è impopolare a scuola. A causa della sua mancanza di approvazione, è incline a fare qualsiasi cosa per ottenerla, rubando dalla Oscorp una scorta di "globulina verde", una sostanza sperimentale che potenzia le prestazioni intellettive e fisiche, permettendogli così di andare meglio a scuola ed entrare nella "Squadra di Football" ma diventandone dipendente e provocandogli spesso amnesie e svenimenti. Inizialmente viene anche accusato di essere Green Goblin, cosa in realtà falsa, scoprendo più tardi che il Goblin è suo padre Norman. Doppiato da: James Arnold Taylor (inglese), Davide Perino (italiano).
Mary Jane Watson
Per gli amici semplicemente MJ, è una studentessa delle superiori e la nipote di Anna Watson, un'amica di Zia May, per la quale Peter si prende una cotta nella prima stagione. Partecipa al ballo scolastico come accompagnatrice di Peter prima di cambiare scuola per trasferirsi alla Midtown. Mary Jane fa presto amicizia con Peter e Gwen Stacy, ed è inizialmente determinata a rimanere single, desiderando essere uno spirito libero. Nonostante sia una ragazza molto gentile, amichevole, giocosa, intuitiva, affascinante e spigliata, è anche una pensatrice indipendente che non si preoccupa di ciò che le persone pensano di lei, un tratto insolito nelle ragazze adolescenti che la rende un personaggio incredibilmente complesso. È solita chiamare Peter con l'appellativo "tigrotto". S'innamora di Mark Raxton Allan, il fratello di Liz, ed è stata corteggiata anche da Eddie Brock e Flash Thompson. Doppiata da: Vanessa Marshall (inglese), Domitilla D'Amico (italiano).
May Parker
È la zia e madre adottiva di Peter, un'anziana signora gentile e di buon cuore che vuole molto bene al nipote e vive nel Queens, a New York. È vedova del marito Ben Parker, che è stato ucciso da un ladro prima dell'inizio della serie. Il suo cognome da nubile è Reilly. Rispetto alle altre precedenti versioni non sembra odiare affatto Spider-Man, non si lamenta mai di lui ed è persino disposta a non farsi da parte affinché i Sinistri Sei la attacchino e subisce un attacco di cuore durante l'attacco di questi ma, nonostante il suo aspetto fragile, ha una volontà d'acciaio. Tra lei e il suo medico, il dottor Bromwell, c'è una simpatia reciproca; egli l'ha descritta come la sua paziente cardiopatica preferita e l'ha persino invitato a casa sua. Si riprende e ritorna a casa per il giorno del Ringraziamento con Peter, il dottor Bromwell, Gwen e il capitano George Stacy alla fine della prima stagione, dove May informa gli altri che stava scrivendo un libro di cucina e ha già ricevuto un anticipo da un editore. Nella seconda stagione si sente molto meglio dopo l'attacco di cuore, anche se Peter è ancora preoccupato per lei. Non sa che suo nipote è Spider-Man. Doppiata da Deborah Strang (inglese), Cristina Grado (italiano).
J. Jonah Jameson
È il direttore del Daily Bugle, il principale giornale della città. Editore chiacchierone, irascibile, burbero, testardo e pomposo, non è malvagio ma si risente di Spider-Man per invidia. Mostrando eccessivo orgoglio per suo figlio John, sente che i veri eroi sono quelli che non hanno nulla da nascondere come suo figlio, e si diletta in tutto ciò che potrebbe screditare o diffamare Spider-Man. Tuttavia, con molta riluttanza dà credito a Spider-Man dove è dovuto e pubblica sempre ritrattazioni per accuse ingiuste. A parte questo, mantiene la sua antipatia per Spider-Man come nei fumetti, che considera una minaccia (anche se almeno degna di foto) e un ciarlatano. Conserva anche gran parte dei suoi modi bruschi con il suo staff. L’unica persona che teme davvero è sua moglie. Doppiato da: Daran Norris (inglese), Emanuele Vezzoli (italiano).
Betty Brant
È la segretaria personale di J. Jonah Jameson, e si impegna molto per ammorbidirlo e farlo sembrare più avvicinabile. Durante la serie viene mostrata calma e composta, anche durante i continui oltraggi di Jameson, e accoglie tutti con un'energia gentile. Doppiata da: Grey DeLisle (inglese), Federica De Bortoli (italiano).
Eugene "Flash" Thompson
Vero nome Eugene, è il quarterback di punta della squadra di Football della Midtown High School e un popolare bullo della scuola. Nonostante lui e Peter siano stati migliori amici ai tempi dell'asilo, tormenta Peter come un bullo, mentre è il più grande fan di Spider-Man. È stato fidanzato con Liz Allan, mentre nella seconda stagione esce con Sha-Shan Nguyen. Denuncia Harry alla scuola dicendo che ha giocato sotto effetto di stupefacenti, perché per lui un trofeo immeritato non vale nulla. In un paio di occasioni aiuta anche Peter. Doppiato da: Joshua LeBar (inglese), Sacha De Toni (italiano).
Liz Allan
È una ragazza popolare e cheerleader alla Midtown High School, inizialmente fidanzata di Flash e lo asseconda quando bullizza Peter, che tuttavia la aiuta a migliorare nei voti portandola a innamorarsi di lui, soprattutto dopo la rottura con Flash. Alla fine Peter la lascia perché in realtà è innamorato di Gwen, e lei la prende malissimo. Ha un fratello, Mark Raxton Allan. Doppiata da: Alanna Ubach (inglese), Gemma Donati (italiano).
George Stacy
È il padre protettivo di Gwen oltre che il capitano della "Polizia di New York". Ha una mentalità aperta e crede davvero che Spider-Man sia un eroe, comprendendo il fatto che egli porta una maschera per proteggere le persone che ama dai propri nemici. La sua esperienza nella polizia è ultratrentennale e pare sia prossimo alla pensione, ma rimane ancora in servizio. Doppiato da: Clancy Brown (inglese), Stefano Mondini (italiano).
John Jameson / Colonnello Jupiter
È il figlio di J. Jonah Jameson e uno stimato astronauta. Nella seconda stagione diventa il Colonnello Jupiter a causa di alcune spore aliene, che alterano la sua mente. Spider-Man riesce poi a farle scomparire dal corpo di John grazie a delle scosse elettriche. Doppiato da: Daran Norris (inglese), Francesco Pezzulli (italiano).
Mark Allan
Fratello di Liz, è dipendente dal gioco d'azzardo, e per pagare i suoi debiti con Blackie Gaxton è costretto a sottoporsi a un esperimento che gli farà crescere sulla pelle una corazza infuocata. Inizialmente crede di poterla controllare con la forza del pensiero, ma quando scopre che la controlla un telecomando di Green Goblin questi lo costringe a rimanere così finché non avrà ucciso Spider-Man. Doppiato da: Eric Lopez (Inglese), Lorenzo Accolla (Italiano).
Curt Connors / Lizard
È un brillante biologo che ha perso un braccio mentre lavorava come chirurgo nell'esercito degli Stati Uniti. Ha una protesi ortopedica meccanica per sostituire il braccio perso, ma ha sempre desiderato riavere il vero braccio. Ha trovato un posto presso l'Empire State University, studiando rettili e rigenerazione cellulare. Ha usato il DNA di lucertola per creare un siero in grado di far ricrescere il tessuto umano, sperimentandolo su sé stesso per ricrescere il braccio mancante, ma poi si è trasformato in una grande e selvaggia lucertola mutante chiamata "Lizard". Riesce a tornare normale grazie a un detersivo genetico che cancella il DNA non umano nel proprio corpo. Ha una moglie, Martha, e un figlio, Billy. Doppiato da: Dee Bradley Baker (inglese), Massimo Rossi (italiano).
Felicia Hardy / Gatta Nera
È una ladra giovane, sensuale e spiritosa la cui identità è ancora sconosciuta. Ha fatto un breve cameo nel nono episodio della serie dove porta via un sacco di soldi. Non ha poteri sovrumani, ma è una ladra molto astuta e strategica, un'atleta eccezionale e un'esperta di arti marziali. Dimostra di avere uno spirito simile a quello di Spider-Man ed è sinceramente innamorata di lui, arrivando ad aiutarlo quando il Camaleonte lo fa passare per un criminale. Quando Spider-Man le chiederà il perché del suo aiuto, di tutta risposta gli confesserà il suo amore con un bacio (il primo di Peter in tutta la serie) a testa in giù, dopodiché scomparirà approfittando di uno Spider-Man distratto dalla mossa della ladra. Tornerà nella seconda stagione mentre cerca di rubare un chip di cloni di Rhino per poi comparire per l'ultima volta nel penultimo episodio della serie dove cerca di far uscire suo padre, l'assassino di Ben Parker, di galera e intanto aiuta Spider-Man a combattere contro i detenuti della prigione. Trovano un modo per fermarli: una stanza di gas soporifero. La Gatta chiede a Spider-Man di attivarlo, ma si rifiuta e allora suo padre si offre volontario e si pente della sua vita criminale; così Felicia dà la colpa a Spider-Man e giura che non lo perdonerà mai. Doppiata da: Tricia Helfer (inglese), Connie Bismuto (italiano).
Ben Parker
È lo zio di Peter Parker, che ha cresciuto come un figlio insieme a sua moglie May nella loro casa, quando i suoi genitori morirono in un incidente aereo. Peter, dopo aver vinto un incontro di wrestling, permise a un ladro (in seguito rivelandosi essere Walter Hardy, il padre della Gatta Nera) di scappare come vendetta per non averlo pagato del premio in denaro. Il ladro finì per uccidere zio Ben e rubare la sua auto. Doppiato da: Ed Asner (inglese), Diego Reggente (italiano).

### Antagonisti
Norman Osborn / Green Goblin
È il principale antagonista della serie e l'acerrimo nemico di Spider-Man, avendo manipolato clandestinamente molti degli eventi della serie sin dall'inizio. Presentato come il padre di Harry Osborn e lo spietato capo dell'azienda scientifica Oscorp, è uno scienziato e un uomo d'affari freddo e corrotto che crede di essere incapace di fallire e non si scusa mai, nemmeno con suo figlio. Nella prima stagione, viene assunto da Tombstone per creare supercriminali per distrarre Spider-Man. Progetta spietatamente di prendere il controllo del mondo criminale di New York liberandosi di Tombstone; pertanto Norman si espone alla "globulina verde" sotto forma di gas che migliora le prestazioni e si traveste da goblin verde. Inoltre utilizza armi e attrezzature avanzate che ruba alla Oscorp. Quando Spider-Man inizia a sospettare di lui, Norman incastra suo figlio Harry come Goblin, usando il furto di suo figlio e la sua dipendenza dalla "globulina verde" per mettere in atto la menzogna. Nella seconda stagione, Norman inizia a fare da mentore a Peter Parker. In seguito orchestra una guerra tra bande tra Tombstone, Silvermane e il Dottor Octopus per eliminare la sua concorrenza, permettendogli di tornare come Green Goblin e diventare il nuovo signore del crimine della città. Dopo aver fallito nell'uccidere Spider-Man, Norman assume il Camaleonte per interpretarlo mentre affronta il supereroe nei panni di Goblin. Nella lotta che ne segue, Norman viene smascherato e rivela di aver incastrato Harry per proteggere sé stesso e Harry prima di venire apparentemente ucciso da un deposito di bombe zucca nascoste. Tuttavia, in seguito viene dimostrato che è sopravvissuto e lascia New York sotto falsa identità (presentandosi come "Romann", che è un anagramma di "Norman"), anche perché afferma che "lui non si scusa mai", frase che Norman dice a volte. Norman Osborn: Doppiato da: Alan Rachins (inglese), Paolo Marchese (italiano). Green Goblin: Doppiato da: Steven Blum (inglese), Davide Perino (italiano).
Otto Octavius / Dottor Octopus / Master Planner
È uno dei due antagonisti principali della serie. Inizialmente era un fisico nucleare, consulente per la ricerca atomica e inventore presso la Oscorp. Era molto timido e sempre disposto a scusarsi a differenza del suo ex capo Norman Osborn. Era lo scienziato più brillante della Oscorp e ha progettato una serie di braccia meccaniche altamente avanzate controllate tramite un'interfaccia cervello-computer per aiutarlo a fare esperimenti pericolosi, giocando un ruolo nella creazione dell'Uomo Sabbia e di Rhino. A seguito di una devastante esplosione di radiazioni (come risultato delle macchinazioni del Green Goblin), le sue braccia meccaniche si sono permanentemente fuse con la sua schiena e lui impazzì, diventando l'aggressivo e vendicativo Dottor Octopus, sebbene al contempo rimane un cattivo molto sofisticato. Octavius ha anche acquisito il controllo telepatico delle sue braccia meccaniche, che sono abbastanza forti da fare del male a Spider-Man. Dopo essere stato fermato da Spider-Man, diventa il leader dei Sinistri Sei per vendicarsi contro di lui, solo per essere stato sconfitto dall'Uomo Ragno posseduto dal simbionte. Nella seconda stagione diventa il boss del crimine chiamato "Master Planner", il quale viene sconfitto da Spider-Man e Norman Osborn a tradimento. Doppiato da: Peter MacNicol (inglese), Roberto Stocchi (italiano).
L. Thompson Lincoln / Tombstone (Big Man)
In questa versione è l'originale Big Man, un signore del crimine calcolatore e intelligente che maschera le sue attività dietro affari benefici e presunta filantropia sotto l'identità di L. Thompson Lincoln. È nato con una forma di albinismo, denti aguzzi e una forza sovrumana. Con Testa di Martello come suo secondo, assume gli Enforcers e arruola Norman Osborn per progettare supercriminali per distrarre Spider-Man dai suoi crimini. Nella seconda stagione scoppia una guerra tra bande tra Tombstone, Dottor Octopus e Silvermane sul controllo della malavita di New York, venendo alla fine sconfitto e sostituito da Green Goblin. In questa serie Tombstone è stato usato dagli sceneggiatori appositamente per sostituire Kingpin. Doppiato da: Kevin Michael Richardson (inglese), Nino Prester (italiano).
Eddie Brock / Venom
In questa versione è inizialmente un bravo ragazzo e un caro amico di Peter Parker e Gwen Stacy che ha frequentato la Midtown High School, lavorando come assistente nei laboratori dell'Empire State University per Curt e Martha Connors. I genitori di Eddie e Peter sono morti insieme in un incidente aereo. Tuttavia, con l'avanzare della serie, una serie di incomprensioni porta Eddie a provare risentimento nei confronti di Peter e Spider-Man, danneggiando la loro amicizia. L'odio di Eddie attrae un simbionte alieno precedentemente ospitato e rifiutato da Spider-Man, e i due si legano mentre Eddie viene a conoscenza dell'alter ego di Peter. Insieme diventano Venom, uno dei nemici più personali di Spider-Man. Doppiato da: Benjamin Diskin (inglese), Davide Albano (italiano).
Josep / Testa di Martello (Mister H)
Un sicario della mafia e il braccio destro di Tombstone, che ricopre il ruolo di supervisore di molte delle sue attività illegali. All'inizio è molto fedele al suo capo, però alla fine lo tradisce e con un tranello per diventare il Big Man del crimine fa finire lui, il Dottor Octopus e il criminale italiano Silvio "Silvermane" Manfredi in prigione. Doppiato da: John DIMaggio (inglese), Roberto Draghetti (italiano).
Adrian Toomes / Avvoltoio
È un ingegnere aeronautico che usa una tuta alata dotata di tecnologia antigravitazionale per vendicarsi di Norman Osborn, che ha rubato e approfittato delle sue invenzioni. Diventa un membro dei Sinistri Sei per eliminare Spider-Man (che ha sventato i suoi tentativi di uccidere Osborn), nonché come braccio destro del Dottor Octopus. Doppiato da: Robert Englund (inglese), Giorgio Lopez (italiano).
Alexander O'Hirn / Rhino
Originariamente un delinquente comune al servizio di Tombstone (Big Man) e partner di Flint Marko nel crimine. Poi si offre volontario come cavia negli esperimenti illegali di Norman Osborn, che lo lega ad un'armatura indistruttibile a tema animale (in questo caso un rinoceronte), acquisendo una forza sovrumana, in modo che possa vendicarsi di Spider-Man per averlo ripetutamente sconfitto e umiliato. L'armatura lo rende fisicamente potente, ma ostruisce i suoi pori, costringendolo a fermarsi periodicamente e reidratarsi. Spider-Man riesce a sconfiggerlo nelle fogne, dove la corazza non può farlo traspirare. In seguito, si unisce a due incarnazioni dei Sinistri Sei prima di essere catturato di nuovo. Per lui il denaro è un interesse secondario, mentre il principale è la vendetta. Doppiato da: Clancy Brown (inglese), Alessandro Rossi (italiano).
Quentin Beck / Mysterio
È un esperto di effetti speciali che usa la tecnologia illusoria per commettere i suoi crimini. Inizialmente scagnozzo del Camaleonte, Beck in seguito si mette in proprio come Mysterio, l'autoproclamatosi "maestro delle illusioni", che fa la sua prima comparsa all'inizio della seconda stagione, in quanto viene incaricato di rubare della tecnologia per Master Planner. Diventa un membro della seconda formazione dei Sinistri Sei. Sarà sconfitto e smascherato da Spider-Man. Doppiato da: Xander Berkeley (inglese), Marco Bassetti (italiano).
Flint Marko / Uomo Sabbia
Era un criminale che faceva coppia con Alexander O'Hirn e che ora possiede il controllo della sabbia per combattere contro Spider-Man. Non si fa alcun accenno alla sua vita privata ma, nonostante effettui molte rapine, Flint non è un uomo cattivo, e questo lo si capisce da numerosi elementi (per esempio, considera la vendetta qualcosa di inutile). In un episodio della seconda stagione, l'ultimo suo incarico è di fermare una petroliera. Interverrà però Spider-Man, e lo scontro tra i due metterà in pericolo la vita di molte persone; improvvisamente, l'Uomo Sabbia lascia perdere il suo incarico criminale e salva le persone "avvolgendo" la petroliera che sta per esplodere, vetrificandolo. Flint sembrerebbe sia morto, ma in realtà è ancora vivo e, sorridendo, guarda Spider-Man mentre se ne va. Doppiato da: John DiMaggio (inglese), Alberto Angrisano (italiano).
Maxwell "Max" Dillon / Electro
Prima di diventare Electro, Max era un elettricista che un giorno stava cercando di riparare un generatore del laboratorio del Dr. Connors, ma a causa di una scossa improvvisa viene fulminato e l'esplosione elettrica che ne consegue distrugge la vasca con all'interno delle anguille elettriche geneticamente modificate che colpiscono Max. L'incidente porta Max in ospedale dove gli viene applicata una tuta speciale che permette a Max di controllare i suoi poteri. È il membro dei Sinistri Sei che stima di più il Dottor Octopus. Doppiato da: Crispin Freeman (inglese), Massimo Bitossi (italiano).
Jackson Brice / Shocker
Un mercenario noto come Montana inviato da Tombstone a sconfiggere Spider-Man. Viene però arrestato e buttato in un carcere di massima sicurezza insieme ai suoi amici, ossia I Duri, finché il Dottor Octopus non lo libera e lui si unisce ai Sinistri Sei. È privo di superpoteri, ma indossa due guanti che generano potenti onde d'urto. Doppiato da: Jeff Bennet (inglese) Stefano Mondini (italiano).
Sergei Kravinoff / Kraven il cacciatore
È un abile cacciatore di selvaggina grossa che considera Spider-Man la sua preda più sfuggente e formidabile. Durante una caccia a quest'ultimo si ritrova nel laboratorio del Dr. Miles Warren dove viene sottoposto a una mutazione genetica in modo da ottenere la forza di un leone, l'agilità di un leopardo e la velocità di un ghepardo. A seguito della mutazione, si trasforma in un grosso leone marozi antropomorfo. Alla fine Spidey riesce a sconfiggerlo. Viene contattato da Master Planner allo scopo di sconfiggere Spider-Man e unirsi ai Sinistri Sei. Doppiato da: Eric Vesbit (inglese), Nicola Braile (italiano).

## Episodi

### Prima stagione (2008)
| n° (totale) | n° (stagione) | Titolo originale                       | Titolo italiano                          | Prima TV USA   | Prima TV Italia   |
| --- | ------------- | -------------------------------------- | ---------------------------------------- | -------------- | ----------------- |
| 1 | 1             | Survival of the Fittest                | Vince il migliore                        | 8 marzo 2008   | 20 settembre 2008 |
| Il giovane Peter Parker, studente liceale che vive insieme alla sua cara zia May, ha già ottenuto dei superpoteri, che usa quotidianamente nei panni del supereroe noto come Spider-Man. I guai non si fanno attendere: Adrian Toomes, deciso a vendicarsi dell'imprenditore Norman Osborn per il furto di una tecnologia da lui ideata, si trasforma in un super-criminale noto come l'Avvoltoio. Spider-Man riesce a batterlo, nonostante sia braccato dagli Enforcers, una task force criminale al soldo del boss del crimine noto come Big Man e del suo scagnozzo Testa di Martello. |               |                                        |                                          |                |                   |
| 2 | 2             | Interactions                           | Interazioni                              | 8 marzo 2008   | 27 settembre 2008 |
| Spider-Man affronta Electro. Il vero nome del criminale è Maxwell Dillon, che è stato vittima di un incidente che gli ha conferito il controllo dell'elettricità. |               |                                        |                                          |                |                   |
| 3 | 3             | Natural Selection                      | Selezione naturale                       | 15 marzo 2008  | 4 ottobre 2008    |
| Il dottor Curt Connors, per il quale Peter lavora insieme agli amici Gwen Stacy ed Eddie Brock, effettua degli esperimenti sul proprio corpo con DNA di lucertola geneticamente modificato per cercare di recuperare il braccio perso in guerra; tuttavia, alcuni effetti collaterali trasformano a poco a poco Connors in una gigantesca lucertola umana, Lizard. Spider-Man riesce a farlo tornare umano grazie a un antidoto chiamato "detersivo genetico": chi lo assume perde qualsiasi traccia di DNA non umano presente nel proprio corpo. |               |                                        |                                          |                |                   |
| 4 | 4             | Market Forces                          | Leggi di mercato                         | 22 marzo 2008  | 11 ottobre 2008   |
| Uno degli Enforcers, Montana, viene equipaggiato da Big Man con un costume che lo fa divenire il supercriminale Shocker. Il suo compito è uccidere Spider-Man. |               |                                        |                                          |                |                   |
| 5 | 5             | Competition                            | L'Uomo Sabbia                            | 29 marzo 2008  | 18 ottobre 2008   |
| Big Man e Testa di Martello ingaggiano i furfanti Flint Marko e Alexander O'Hirn per farli diventare super-criminali. Grazie all'aiuto di Norman Osborn e del suo scienziato di punta, il dottor Otto Octavius, Flint Marko viene trasformato nell'Uomo Sabbia. Spider-Man riesce però a sconfiggere l'Uomo Sabbia imprigionandolo nel cemento. |               |                                        |                                          |                |                   |
| 6 | 6             | The Invisible Hand                     | La mano invisibile                       | 12 aprile 2008 | 25 ottobre 2008   |
| Osborn e Octavius trasformano O'Hirn in Rhino, un rinoceronte umano. Spider-Man lo sconfigge attirandolo nelle fogne, dove la sua corazza gli impedisce di respirare, e lo consegna alla polizia. Inoltre l'eroe scopre che Thompson Lincoln, uomo d'affari soprannominato Tombstone, è Big Man. Il criminale cerca di ingaggiare Spider-Man, ma lui rifiuta sdegnato. |               |                                        |                                          |                |                   |
| 7 | 7             | Catalysts                              | Forze catalizzatrici                     | 26 aprile 2008 | 1º novembre 2008  |
| Il misterioso super-criminale Green Goblin appare in casa di Big Man durante una festa e minaccia di mostrare a tutti la vera identità del boss criminale. Spider-Man lo porta fuori e lo blocca in una delle sue ragnatele, ma il mostro verde gli dice di aver lasciato una bomba in casa di Big Man. Spider-Man corre a casa di Tombstone e cerca di trovare la bomba, ma senza successo. È John Jameson, il figlio del direttore del Daily Bugle J. Jonah Jameson, a trovare la bomba, nascosta sul lampadario e Spider-Man la fa esplodere in cielo. |               |                                        |                                          |                |                   |
| 8 | 8             | Reaction                               | Reazione                                 | 3 maggio 2008  | 8 novembre 2008   |
| Green Goblin imprigiona Otto Octavius all'interno di un suo stesso macchinario, mettendolo in funzione: le braccia meccaniche che lo scienziato usa per i suoi esperimenti rimangono così incollate al suo corpo, tanto che il chip che le controlla entra a far parte del cervello di Otto. Nasce così un nuovo essere malvagio: il Dottor Octopus, intenzionato a vendicarsi di Osborn, degli scienziati che l'hanno sfruttato e di Spider-Man. L'eroe riesce a sconfiggerlo sottraendogli la batteria che dà energia alle braccia meccaniche. |               |                                        |                                          |                |                   |
| 9 | 9             | The Uncertainty Principle              | Una triste rivelazione                   | 10 maggio 2008 | 15 novembre 2008  |
| La vera identità di Green Goblin viene svelata: si tratta del migliore amico di Peter, Harry Osborn, il figlio di Norman Osborn. Caduto in depressione, Harry prendeva una sostanza chiamata Globulina Verde, che gli conferiva notevoli caratteristiche, ma gli faceva perdere coscienza in alcuni momenti. Quando Spider-Man e Norman Osborn scoprono la verità, quest'ultimo decide di mandare il figlio all'estero per la riabilitazione. |               |                                        |                                          |                |                   |
| 10 | 10            | The venom saga (1): Persona            | La saga di Venom (1) - Simbiosi          | 17 maggio 2008 | 22 novembre 2008  |
| La Gatta Nera, una seducente ladra il cui vero nome è Felicia Hardy, cerca di rubare una forma di vita aliena appena scoperta, ma Spider-Man la blocca. Accidentalmente, il materiale alieno si attacca al piede dell'eroe e si fonde con il costume, rendendolo completamente nero. Essendo più forte e più agile, Peter decide di tenerlo. Nel frattempo il Camaleonte, un criminale trasformista abilissimo nei travestimenti, si traveste da Spider-Man e ruba in vari posti della città, ma Spider-Man, con l'aiuto della Gatta Nera, attratta dall'arrampica-muri, lo smaschera e lo consegna alla giustizia. La Gatta poi, alla domanda di Spider-Man sul perché del suo aiuto, gli confessa il suo amore condividendo con lui un bacio, il primo per Peter, e scomparendo nel nulla. |               |                                        |                                          |                |                   |
| 11 | 11            | The Venom Saga (2): Group Therapy      | La saga di Venom (2) - Terapia di gruppo | 31 maggio 2008 | 29 novembre 2008  |
| L'Avvoltoio, Electro, Shocker, l'Uomo Sabbia, Rhino e il Dottor Octopus fuggono di prigione e formano un nuovo e terribile gruppo criminale: i Sinistri Sei. Spider-Man, con il suo nuovo costume nero, riesce a sconfiggerli tutti, pur non ricordando nulla dell'accaduto. Scopre così che la misteriosa forma di vita nera è in realtà un simbionte, che si serve del suo corpo per vivere. Zia May viene nel frattempo colpita da un infarto e portata all'ospedale. |               |                                        |                                          |                |                   |
| 12 | 12            | The Venom Saga (3): Intervention       | La saga di Venom (3) - Un aiuto speciale | 7 giugno 2008  | 6 dicembre 2008   |
| Gli effetti del simbionte iniziano ad alterare il comportamento di Peter, rendendolo sempre più aggressivo e violento. Accortosi del cambiamento, il ragazzo si libera del costume e riporta l'alieno al laboratorio di Connors. Il simbionte però riesce a liberarsi e a contattare Eddie Brock, vecchio amico di Peter ora adirato con lui. La creatura aliena rivela a Brock che Peter Parker e Spider-Man sono la stessa persona. Accomunati dall'odio verso Spider-Man, il simbionte e Brock si uniscono e formano Venom, un essere il cui unico scopo è distruggere Spider-Man. |               |                                        |                                          |                |                   |
| 13 | 13            | The Venom Saga (4): Nature vs. Nurture | La saga di Venom (4) - Tu sai chi sei?   | 14 giugno 2008 | 13 dicembre 2008  |
| Venom cerca di distruggere Spider-Man colpendo le persone a lui più care, come la zia May e Gwen, ma Peter intuisce che il simbionte si è impossessato di Brock e riesce a convincere il mutante a lasciarne il corpo, imprigionando poi l'alieno nel cemento. Zia May viene dimessa dall'ospedale e la dolce Gwen, da sempre innamorata di Peter, confessa al giovane i propri sentimenti con un bacio: il ragazzo capisce così di ricambiarla. |               |                                        |                                          |                |                   |

### Seconda stagione (2009)
| n° (totale) | n° (stagione) | Titolo originale    | Titolo italiano        | Prima TV USA     | Prima TV Italia |
| --- | ------------- | ------------------- | ---------------------- | ---------------- | --------------- |
| 14 | 1             | Blueprints          | Illusioni              | 22 giugno 2009   | 7 marzo 2009    |
| Harry Osborn è ancora all'estero per la riabilitazione, Eddie Brock è misteriosamente scomparso e sia Gwen, sia Liz Allan, compagne di scuola, sono innamorate di Peter. Intanto, Quentin Beck, ex-scagnozzo del Camaleonte e mago degli effetti speciali, torna sulla scena diventando il malvagio Mysterio, super-criminale illusionista agli ordini del misterioso boss Master Planner. Affidandosi ai suoi sensi di ragno per distinguere le illusioni dai pericoli reali, Spider-Man riesce a sconfiggerlo, ma non a catturarlo. Nel frattempo Norman Osborn s'impone come mentore di Peter. Nell'episodio, quando compare Mysterio, c'è un lavoratore chiamato Stan, un chiaro riferimento a Stan Lee. |               |                     |                        |                  |                 |
| 15 | 2             | Destructive Testing | Kraven, il Cacciatore  | 22 giugno 2009   | 14 marzo 2009   |
| Un cacciatore professionista russo, Sergei Kravinoff, arriva in città intenzionato a catturare Spider-Man, che lo sconfigge al primo scontro. Peter viene nuovamente assunto presso il laboratorio del dottor Connors e del suo nuovo collega e assistente, il dottor Miles Warren. Warren si rivela un poco di buono quando vende segretamente a Kravinoff un siero che lo trasforma in un uomo leone, cioè Kraven il Cacciatore, conferendogli aspetto e poteri felini tali da poter rivaleggiare con Spider-Man. Il supereroe, seppur con fatica, riesce nuovamente a sconfiggerlo. Anche Kraven, come Mysterio, viene poi contattato da Master Planner per entrare nella sua cerchia. |               |                     |                        |                  |                 |
| 16 | 3             | Reinforcement       | Rinforzi               | 29 giugno 2009   | 21 marzo 2009   |
| Master Planner e il suo assistente Tinkerer, ovvero Phineas Mason, l'altro ex-scagnozzo del Camaleonte, convocano Kraven e Mysterio, che insieme ai veterani Rhino, Uomo Sabbia, Electro e Avvoltoio formano i nuovi Sinistri Sei. Anche il Dottor Octopus viene invitato nel gruppo, ma preferisce rimanere nell'ospedale psichiatrico dove è stato ricoverato. Spider-Man affronta i Sinistri Sei a gruppi di due: prima Electro e Avvoltoio, quindi Rhino e Uomo Sabbia, infine Kraven e Mysterio. Pur non avendo più il costume nero, riesce a sconfiggerli tutti, ma solo Mysterio viene catturato. Nel frattempo, le braccia meccaniche del Dottor Octopus portano lo scienziato via dall'ospedale psichiatrico, apparentemente contro la sua volontà. |               |                     |                        |                  |                 |
| 17 | 4             | Shear Strength      | Connessioni pericolose | 6 luglio 2009    | 28 marzo 2009   |
| Il Dottor Octopus si riunisce agli altri Sinistri Sei e si rivela essere nientemeno che Master Planner in persona. Lo scienziato scopre che grazie al chip che controlla le braccia meccaniche è in grado di collegarsi mentalmente a tutti gli apparecchi elettronici della zona: con l'aiuto di Tinkerer, Electro e Avvoltoio, rapisce Gwen e costringe suo padre, capo della polizia, a cedergli la password per accedere al sistema di sicurezza informatico degli Stati Uniti. Spider-Man riesce a pedinare Electro e a raggiungere il covo dei Sei, dove libera Gwen e sconfigge Octopus. La sera stessa, Liz Allan si reca a casa di Peter per rivelargli i suoi sentimenti baciandolo. |               |                     |                        |                  |                 |
| 18 | 5             | First Steps         | Primi passi            | 13 luglio 2009   | 4 aprile 2009   |
| L'Uomo Sabbia torna sulla scena compiendo vari crimini per conto di Testa di Martello. In più ha una nuova abilità: può assorbire la sabbia che trova nell'ambiente per aumentare a dismisura le sue dimensioni. Spider-Man sembra davvero in difficoltà, ma l'Uomo Sabbia si rivela più nobile di quanto non sembri. Nel frattempo, Liz diventa ufficialmente la ragazza di Peter e Harry fa il suo ritorno in città, facendo temere un ritorno di Green Goblin. Intanto, Eddie raggiunge il luogo dove è stato sepolto il simbionte. |               |                     |                        |                  |                 |
| 19 | 6             | Growing Pains       | Preoccupazioni         | 20 luglio 2009   | 12 aprile 2009  |
| Eddie ritorna in azione come Venom, mettendo ancora una volta i bastoni fra le ruote a Spider-Man. Nel frattempo John Jameson, figlio del direttore del Daily Bugle e reduce da una missione dello spazio, viene contaminato da alcune spore aliene che lo trasformano nel gigantesco e forzuto Colonnello Jupiter. Questi si rivela inizialmente un forte alleato di Spider-Man, impegnato a smascherare Venom: il nero super-criminale sta infatti infangando la reputazione del supereroe, spacciandosi per lui e compiendo vari crimini. Tuttavia ben presto le spore finiscono per alterare la chimica cerebrale di Jupiter rendendolo pericoloso: Spider-Man riesce a fermarlo eliminando le spore grazie a una forte scossa elettrica, ma Venom piomba nella redazione del Daily Bugle annunciando a gran voce che Peter Parker è Spider-Man. |               |                     |                        |                  |                 |
| 20 | 7             | Identity Crisis     | Crisi d'identità       | 27 luglio 2009   | 19 aprile 2009  |
| Venom fa di tutto per smascherare Peter davanti ai giornalisti, cercando di annullargli i poteri grazie al detersivo genetico trafugato dal laboratorio di Connors. Intanto, J. Jonah Jameson sguinzaglia i suoi reporter a caccia di chi ha conosciuto Peter. Lo scontro fra i due ragni si sposta all'interno della scuola, dove Spider-Man riesce ad avere la meglio anche grazie all'aiuto insperato di Flash Thompson. Il supereroe riesce a far ingurgitare il fluido anti-genetico a Venom, che viene così abbandonato dal simbionte, ma la macchia nera si rifugia nelle fognature della città, mentre l'infido dottor Miles Warren chiede di ottenere la direzione del laboratorio di Connors. |               |                     |                        |                  |                 |
| 21 | 8             | Accomplices         | Complici               | 7 ottobre 2009   | 26 aprile 2009  |
| Thompson "Lapide" Linkon deve difendere il suo primato, insidiato da Master Planner e dal boss italiano Silvio "Silvermane" Manfredi, che sta per uscire di prigione: viene quindi convocata un'asta a cui partecipano Testa di Martello (in rappresentanza di Lapide), Octopus, Sable "Silver Sable" Manfredi (in rappresentanza del padre Silvermane) e il miliardario Roderick Kingsley. L'oggetto del ritrovo è un chip che permette di creare una serie di mercenari superforti a partire dal programma di Rhino. Kingsley acquista il chip, ma viene intercettato da Testa di Martello e Silver Sable, che cercano di rubarselo a vicenda. È Spider-Man, con l'insospettabile aiuto del vero Rhino, a mettere fine alla questione distruggendo il chip, che in realtà è un falso: l'originale è nelle mani di Norman Osborn. |               |                     |                        |                  |                 |
| 22 | 9             | Probable Cause      | New Enforcers          | 14 ottobre 2009  | 3 maggio 2009   |
| Shocker, il velocissimo Ricochet (alias Fancy Dan) e il forzuto Ox formano i Nuovi Duri. I tre compiono varie rapine, ma vengono infine arrestati dalla polizia grazie a Spider-Man e all'anonimo intervento di Testa di Martello, intenzionato a spodestare Big Man. Nel frattempo, Flash denuncia Harry Osborn al preside della scuola per aver preso la Globulina Verde durante il torneo di football, causando così il ritiro del trofeo alla squadra. |               |                     |                        |                  |                 |
| 23 | 10            | Gangland            | Guerra tra bande       | 21 ottobre 2009  | 10 maggio 2009  |
| Testa di Martello convoca anonimamente Lapide, il Dottor Octopus e Silvermane aizzandoli l'uno contro l'altro: il suo scopo è lasciare che si eliminino a vicenda e prendere il loro posto come boss criminale di New York. Mentre la lotta infuria, Spider-Man fa il suo ingresso prendendo parte alla rissa. I tre criminali vengono arrestati e Testa di Martello viene licenziato, ma quando Lapide esce di prigione su cauzione, lo aspetta un'amara sorpresa: Green Goblin ha preso il suo posto. Nel frattempo, la situazione sentimentale di Peter si fa sempre più complessa. |               |                     |                        |                  |                 |
| 24 | 11            | Subtext             | Giocare col fuoco      | 4 novembre 2009  | 17 maggio 2009  |
| Mark Allan viene obbligato a sottoporsi ad un esperimento scientifico operato dal dottor Miles Warren per pagare i suoi debiti di gioco, e viene così trasformato nell'uomo di fuoco noto come Molten Man. All'inizio Mark è convinto che la sua "armatura" di fuoco possa apparire e sparire a seconda della sua volontà, ma poi capisce che l'unico modo per controllare la corazza è possedere un telecomando che è nelle mani di Green Goblin. Quest'ultimo ingaggia Molten Man affinché elimini Spider-Man, altrimenti non potrà più riavere il suo vecchio e normale corpo. |               |                     |                        |                  |                 |
| 25 | 12            | Opening Night       | La sera della prima    | 18 novembre 2009 | 24 maggio 2009  |
| Norman Osborn invita Spider-Man in una nuova prigione per super-criminali per accertarsi che il centro di detenzione funzioni al meglio. Mentre Spider-Man è all'opera, però, Green Goblin fa uscire di prigione tutti i peggiori nemici del ragno e li scaglia contro il supereroe. La Gatta Nera arriva a salvare Spider-Man, rivelando all'eroe di essere andata in quella prigione per liberare suo padre, Walter Hardy, un noto ladro conosciuto come "il Gatto", assassino dello zio Ben. L'unico modo per intrappolare i super-criminali è attirarli in una stanza, rilasciando poi del gas soporifero, ma chi lo farà rimarrà bloccato con loro. Per questa missione si fa avanti il padre della Gatta Nera, che esprime il suo grande dolore per aver ucciso Ben Parker. |               |                     |                        |                  |                 |
| 26 | 13            | Final Curtain       | Ultimo atto            | 18 novembre 2009 | 31 maggio 2009  |
| Harry chiede aiuto a Gwen e Peter, informando i due amici che lui è Green Goblin; il ragazzo aggiunge anche che Green Goblin, o qualcuno vestito da Goblin, l'aveva rapito. Quest'affermazione porta Peter a intuire che Harry è stato incastrato e che quindi forse non era lui il criminale. Poco dopo, Peter confessa a Gwen i suoi sentimenti, che scopre ricambiati: i due decidono così di lasciare al più presto Liz e Harry per tornare insieme. Dopo aver lasciato Liz, Peter indaga sulla vera identità di Green Goblin insieme ad Harry e Norman Osborn, scoprendo infine che è quest'ultimo il vero Goblin. Durante la lotta tra Spider-Man e Osborn, quest'ultimo viene coinvolto in un'esplosione e muore apparentemente: non volendo ferire ulteriormente Harry, Gwen resta con lui. Infine, il dottor Miles Warren si impadronisce del laboratorio di Connors e costringe lo scienziato e la moglie a traslocare, mentre si scopre che Norman Osborn è ancora vivo. |               |                     |                        |                  |                 |

## Accoglienza
La serie ha ricevuto ampi consensi sia dalla critica che dai fan, con elogi mirati all'esplorazione di temi sorprendentemente maturi, alla fedele modernizzazione del protagonista titolare e dei personaggi secondari insieme alle interpretazioni dei doppiatori, al design dei personaggi e allo stile artistico, e l'uso di una scrittura intelligente mentre si rende omaggio alle storie classiche dei fumetti.  Prima della première della serie, Matt Sernaker di ComicsOnline ha intervistato alcuni membri del team di sviluppo della serie al WonderCon 2008 dopo una proiezione in anteprima e ha dichiarato: "Questa nuova serie di Spider-Man è davvero SPETTACOLARE ... supera tutte le precedenti incarnazioni con facilità. Se sei un fan di Spidey non vorrai perdertelo."
All'inizio della serie, Alan Kistler di ComicMix ha definito la serie «uno dei migliori adattamenti di supereroi che abbia mai visto (e credetemi, ne ho guardati più di quanto chiunque possa ritenere ragionevole). È divertente, è intelligente, è maturo, è spiritoso e ogni episodio mi fa desiderare di vederne altri.»
IGN ha dichiarato che Greg Weisman «ha solo consolidato la sua reputazione di animazione televisiva di qualità con il suo lavoro su Spider-Man». IGN ha anche nominato la serie come 30a migliore serie televisiva animata nel gennaio 2009. Successivamente, la serie è stata classificata seconda nella Top 25 dei programmi TV sui fumetti nel 2011 (dietro Batman).
Al di fuori degli aspetti umoristici, Variety ha sottolineato che «sebbene apparentemente concepito in gran parte per spingere una nuova linea di giocattoli Hasbro... il WB per bambini presto in dissolvenza (sulla CW!) offre una nuova versione credibile di Spider-Man, sottolineando i suoi mal di testa riconoscibili come un supereroe di 16 anni.»
TV Guide ha elencato la serie come una delle sessanta più grandi serie animate di tutti i tempi.

## Riconoscimenti
- 2010 - Annie Award
  - Nomination - Miglior storyboarding in una produzione televisiva d'animazione a Adam Van Wyk per l'episodio Ultimo atto[16]
- 2009 - Annie Award
  - Nomination - Miglior character design in una produzione televisiva d'animazione a Sean Galloway[17]

## Differenze tra serie animata e fumetti
Rispetto al fumetto originale ci sono numerose differenze, soprattutto riguardo ai nemici: molti di loro (Goblin, Venom, Rhino, Kraven) sono un mix tra universo Marvel originale e Ultimate.
- Norman Osborn, come nell'universo Ultimate, diventa volontariamente Goblin, ma la sua trasformazione è uguale a quella dell'universo classico. Prima di fingersi morto, non conosce l'identità di Spider-Man e non uccide Gwen, come invece fa nell'universo classico. Inoltre, la "globulina verde", sostanza che nel cartone ha trasformato Norman in Goblin, non è mai stata nominata nei fumetti: in questi ultimi, infatti, Norman diventa il folletto verde dopo un'esplosione causata dalla "formula di Goblin", mentre nell'universo Ultimate grazie al "siero di Oz".
- Venom ha origini aliene, ma nel cartone non viene trovato durante le guerre segrete, bensì arriva sulla Terra con la navicella spaziale di John Jameson, come accade in Spider-Man - L'Uomo Ragno. Eddie Brock, che viene posseduto da Venom, è invece uguale a quello dell'universo Ultimate: è giovane, amico d'infanzia di Peter e infatuato di Gwen e quando diventa Venom, si trasforma in un essere spietato. Inoltre, le sue ragnatele sono nere proprio come nell'universo Ultimate, mentre in quello classico sono dello stesso colore di quelle di Spider-Man.
- Kraven (esattamente come Venom e Goblin) è una combinazione dell'universo classico, da cui prende il fatto che è un cacciatore puro e semplice (mentre nell'Universo Ultimate è semplicemente il conduttore di un reality show) con una relazione con Calypso, ma come nell'Universo Ultimate, si trasforma in un uomo-animale attraverso una mutazione genetica.
- Nella serie, Peter capisce da solo che il costume è un simbionte, senza farlo analizzare né da Curt Connors né da Mister Fantastic.
- Gwen Stacy è molto diversa da come compare nell'universo classico e Ultimate: nel cartone è infatti una ragazzina "secchiona", timida e innamorata di Peter, mentre negli altri universi è una ribelle, bella e corteggiata.
- Il padre della Gatta Nera, Walter Hardy, non ha nulla a che fare con l'omicidio di Ben Parker nel fumetto mentre in questa serie è lui il suo assassino.
- La madre di Harry, nel cartone è viva, mentre nei fumetti classici, muore per partorirlo e nei fumetti Ultimate, muore a causa di un incendio provocato da Norman.
- Rhino e Shocker non hanno mai fatto parte dei Sinistri Sei, anche se il primo ha fatto parte del Sinistro Sindacato, il secondo dei Sinistri Sette ed entrambi sono entrati nei Sinistri Dodici. Inoltre, a differenza dei fumetti, dietro alla maschera di Shocker c'è Jackson "Montana" Brice, il leader degli Enforces, al posto di Herman Schultz. Rhino non si chiama Aleksei Sytsevich, ma viene chiamato Alex O'Hirn, come nella versione Ultimate, pur conservando l'aspetto originale.
- Lapide, il nemico principale della serie, non è mai stato un boss criminale o un famoso imprenditore: è stato scelto solo perché Kingpin non è potuto apparire per problemi legali (è infatti considerato un personaggio di Daredevil e i diritti di sfruttamento sono della 20th Century Fox) e anche perché Frederick Foswell era troppo debole.
- I colori dei capelli di Liz Allan e Sally Avril sono stati invertiti. Nei fumetti, Liz è bionda e Sally è mora, mentre qui è il contrario. Nei fumetti, Liz Allan è caucasica, mentre nella serie, è afro-americana.
- Nella serie, appaiono diversi personaggi destinati a diventare supereroi o supercriminali (che infatti nella serie non lo diventano, ma vengono nominati o visti): Sally Avril, compagna di scuola di Peter, diventerà Bluebird, Morris Bench diventerà Hydro-Man, Miles Warren diventerà lo Sciacallo, Roderick Kingsley diventerà Hobgoblin, Hobie Brown, anche lui compagno di scuola di Peter, diventerà Prowler, Frederick Foswell, collega di Peter, nel fumetto è il vero Big Man del crimine a New York e appare anche Cletus Kasady destinato a diventare Carnage.
- Qui la polizia ha più fiducia in Spider-Man, a differenza del fumetto (dove viene sempre tormentato dagli articoli di Jameson).
- Nel fumetto, Mary Jane risulta essere d'intralcio nella relazione tra Peter e Gwen mentre in questo cartone agevola la loro storia d'amore
- La moglie di J.J. Jameson è ancora viva, mentre nei fumetti, morì tempo prima.
- Inoltre, la serie ha diversi punti in comune con il cartone animato Spider-Man - L'Uomo Ragno andato in onda negli anni 90, inesistenti nei fumetti: Harry viene sospettato di essere Goblin, cosa mai accaduta in entrambi gli universi, ed è rivale in amore di Peter, qui per Gwen e nella serie precedente per Mary Jane.

## Cancellazione
La terza stagione della serie è stata cancellata il 13 aprile 2010 a causa del passaggio dei diritti televisivi dalla Sony alla Marvel, venendo sostituita da Ultimate Spider-Man. Nel 2023 il personaggio di Spectacular Spider-Man è apparso in un cameo nel film Spider-Man: Across the Spider-Verse.